# هارون باركلي
هارون باركلي (بالإنجليزية: Aaron Barclay)‏ هو تريثلت نيوزيلندي، ولد في 21 أكتوبر 1992.